# Eicher EA 400
Der Eicher EA 400 ist ein Traktor mit Allradantrieb, der von Eicher entwickelt und ab 1963 gebaut wurde. Trotz seines hohen Preises erlangte der EA 400 Bekanntheit, jedoch wurden in den fünf Produktionsjahren nur wenig mehr als 1000 Stück hergestellt. Heute wird der EA 400 auch als „Allrad-Königstiger“ bezeichnet und gilt unter Sammlern und Liebhabern als herausragend.

## Modellgeschichte
Das Modell wurde entwickelt, um nach einer Pause im Bereich der allradangetriebenen Traktoren wieder erfolgreich zu sein. Eicher hatte zuvor mit den Allrad-Modellen der ED-Serie in den 1950er und 1960er Jahren Anerkennung für deren Geländegängigkeit und Zugkraft erhalten. Schwere Traktoren mit Allradantrieb waren damals noch teure Ausnahmen, aber Landwirte, die auf Allradantrieb angewiesen waren, schätzten sie. Die ED-Modelle waren beliebt, aber wegen ihres hohen Preises wurden nur wenige Einheiten verkauft.
Der EA 400 wurde auf Basis des Königstigers EM 300 entwickelt. Er hatte Allradantrieb und zeigte im Gelände und auf dem Acker eine beeindruckende Leistung. Allerdings war der EA 400 mit einem Listenpreis von 21.460 D-Mark sehr teuer und kostete mehr als der Mammut EM 500 ohne Allradantrieb. Der hohe Preis schränkte den Kundenkreis ein, sodass die Allradvariante für die meisten Landwirte ein unerfüllter Traum blieb. Er war jedoch ein wichtiger Schritt für Eicher, um im Allradtraktorsegment wieder Fuß zu fassen.

## Technische Daten
Der Eicher EA 400 hat einen luftgekühlten Viertakt-Dieselmotor vom Baumuster Eicher EDK 3. Es ist ein Dreizylinder-Reihenmotor mit einem Hubraum von 2944 cm³ (Bohrung 100 mm, Hub 125 mm). Die Verdichtung beträgt 20,4 : 1. Der EDK 3 leistet 40 PS (29 kW) bei 2000/min, das maximale Drehmoment von 166 Nm wird bei 1500/min erreicht.
Die Antriebskraft wird über eine Doppelkupplung und ein Halbsynchron-Wechselgetriebe mit drei Gruppen und Kriechgang übertragen. Alternativ konnte ein ZF-Leichtschaltgetriebe A-210 II mit Stiftschaltung gewählt werden, das ebenfalls drei Gruppen mit je vier Gängen bietet. Ein Schnellgang war verfügbar.
Der Traktor ist in Blockbauweise konstruiert. Die Bereifung kann entweder 6,50-20 oder 7.50-18 vorn und 11-32, 12-32 oder 9-36 hinten sein (mit Schnellgang 13-30 AS). Der Radstand beträgt 1970 mm, die Spurweite vorn 1444 mm und hinten 1370 mm, wobei die Hinterrad-Verstellfelgen eine Spurweite von 1350 bis 1750 mm ermöglichen. Der EA 400 hat Trommelbremsen.
Der EA 400 ist 3110 mm lang, 1670 mm breit und 2250 mm hoch. Er wiegt 2150 kg und erreicht eine Höchstgeschwindigkeit von 19,8 km/h (im Schnellgang 28 km/h).